# Trattato di Friburgo
Il trattato di Friburgo, meglio conosciuto in Francia con il nome di "pace perpetua", è un trattato di pace firmato a Friburgo il 29 novembre 1516 tra il re di Francia Francesco I di Valois e la Confederazione dei XIII cantoni svizzeri. Ad esso risale il confine internazionale più antico del mondo tuttora esistente, quello fra la Svizzera italiana e le attuali province di Como, Varese e Verbania. Il documento originale è conservato presso l'Archivio di Stato di Friburgo.

## Negoziati del trattato
Il trattato fu preparato dalle proposte del re di Francia, prima della battaglia di Marignano, trasmesse alla Svizzera l'8 settembre 1515 a Gallarate.
Tali proposte, pur offrendo una somma considerevole ai Cantoni, non ricevettero consensi unanimi tra gli svizzeri: ben accolte da Berna, Friburgo e Soletta, alla fine furono respinte da Glarona, Uri, Svitto, Untervaldo e Zugo che si collocarono nel campo imperiale.
Il 7 novembre 1515 a Ginevra fu discusso un nuovo progetto di pace e di alleanza, accettato nel gennaio 1516 da otto Cantoni e respinto da altri cinque (Uri, Svitto, Zurigo, Basilea e Sciaffusa). Tra le zone conquistate dalla Confederazione svizzera nel 1512-1513, il re riconobbe il possesso di Bellinzona e della Valle del Ticino a monte di Blenio e Riviera.
I cinque cantoni refrattari consentirono all'imperatore Massimiliano I di reclutare una nuova spedizione in Italia. Così 15000 uomini dei cantoni refrattari furono lasciati con Milano al contrario dei 6000 ritirati da altri cantoni.
L'imperatore, in mancanza di denaro, si defilò, e Francesco I vittorioso a Marignano finalmente ottenne l'appoggio dei refrattari ad accettare concessioni territoriali. I cantoni refrattari accettarono di firmare l'accordo a pegno del proprio onore, trasformandolo in semplice trattato di non aggressione.

## Dettagli del trattato
Il trattato, noto in Francia sotto il nome di pace perpetua, prevedeva per i cantoni svizzeri:
- 700.000 corone d'oro una tantum: 400.000 per l'impegno assunto da Louis de la Trémoille verso Luigi XII e 300.000 per le spese per la campagna;
- 2.000 franchi all'anno di pensione per ciascuno dei tredici cantoni;
- 2.000 franchi all'anno di pensione ai paesi alleati dei cantoni, ovvero il Vallese, l'abate di San Gallo, la contea di Toggenburgo, la città di Mulhouse e la contea di Gruyères;
- vari privilegi commerciali per i commercianti svizzeri.

Il re di Francia riconobbe alla Confederazione come conquiste non solo Bellinzona e la valle del Ticino, ma anche Locarno, Maggia, Lugano, Mendrisio, più la Valtellina con Bormio e Chiavenna. Delle acquisizioni svizzere del 1512 quindi sfuggirono alla Confederazione solo Luino e Domodossola.
E per la Francia:
- la promessa dalla Svizzera di mai combattere o reclutare contro la Francia, originando la neutralità svizzera nei confronti di quel regno;
- la Francia ottenne il diritto di reclutare al contrario in Svizzera;
- il ducato di Milano fu sgomberato dagli svizzeri.

Il trattato durò per quasi tre secoli e venne rotto solo nel 1798, dall'invasione napoleonica della Svizzera.